# Gare de Sano
La gare de Sano (佐野駅, Sano-eki) est une gare ferroviaire de la ville de Sano, dans la préfecture de Tochigi au Japon. La gare est exploitée par les compagnies JR East et Tōbu.

## Situation ferroviaire
La gare est située au point kilométrique (PK) 26,6 de la ligne Ryōmō et au PK 11,5 de la ligne Tōbu Sano.

## Histoire
La gare de Sano a été inaugurée le 22 mai 1888. La ligne Tōbu Sano y arrive le 30 mars 1894.

## Service des voyageurs

### Accueil
La gare dispose d'un bâtiment voyageurs, avec guichets, ouvert tous les jours.

### Desserte

#### JR East
- Ligne Ryōmō :
  - voie 1 : direction Kiryū et Takasaki
  - voie 2 : direction Tochigi et Oyama

#### Tōbu
- Ligne Tōbu Sano :
  - voie 1 : direction Kuzū
  - voie 2 : direction Tatebayashi